# Det stora stillahavssopområdet

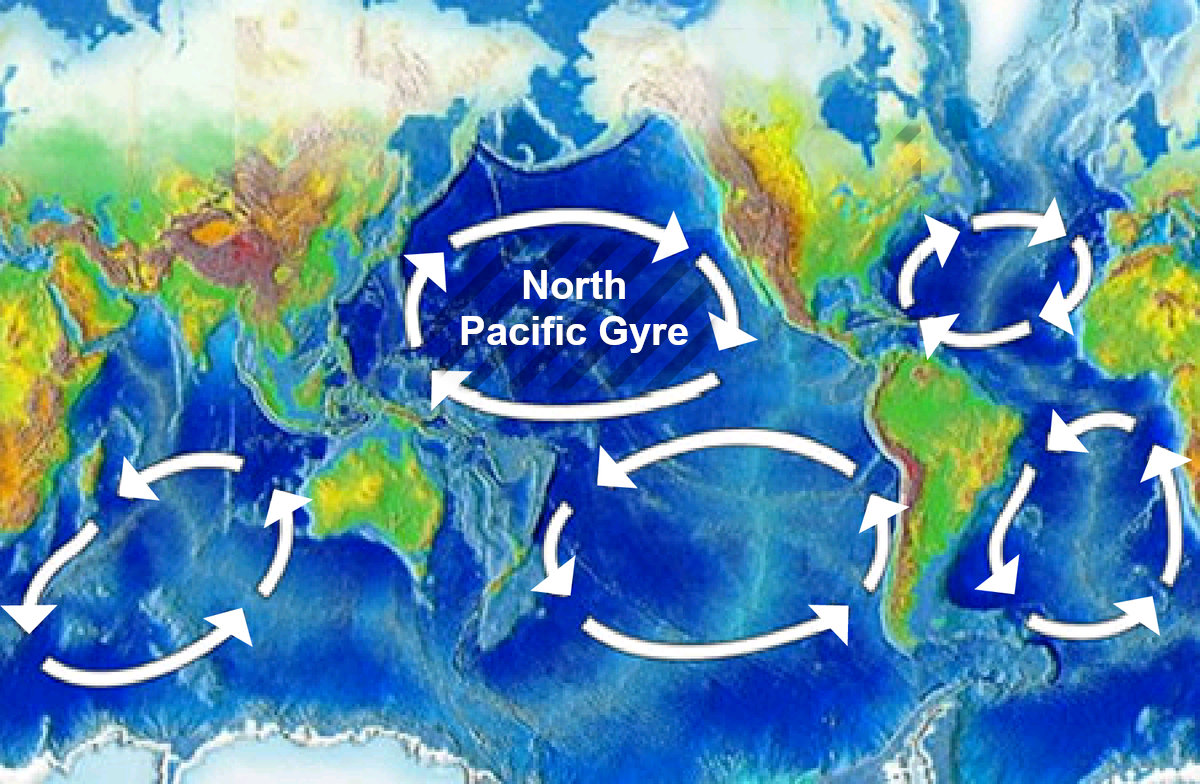
Det stora Stillahavssopområdet ligger inom norra Stilla havets subtropiska virvel.

Det stora stillahavssopområdet är en utbredning av marint skräp i norra Stilla havet. Det utgörs av pelagiskt avfall inom en subtropisk virvel, ungefär mellan 135° och 155° väst och mellan 35° och 42° nord, mellan Hawaii och Kalifornien. Det anses vara världens största sopö, eller skräpö, och år 2023 var området över 1,6 miljoner kvadratkilometer stort vilket motsvarar drygt tre gånger Sveriges yta.

## Beskrivning
Sopområdet karaktäriseras av en ovanligt hög koncentration av drivande plastfragment, kemiskt avfall och andra sopor som har fångats in av strömmarna i norra Stilla havets subtropiska virvel. Trots sin utbredning och sin relativt höga täthet på sopfragment är det inte synligt på satellitfoto, eftersom det huvudsakligen består av små partiklar i det översta vattenskiktet. 
Området definieras som det område inom vilket koncentrationen av plastfragment i de övre vattenlagren är väsentligt högre än vad som är vanligt i världshaven. Det finns dock inte något vedertaget mått för ett sådant gränsvärde. Motsvarande sopområden finns i Nordatlanten och i Indiska oceanen.
Sopområdet bestod år 2023 av över uppskattningsvis 1,8 tusen miljarder plastföremål, vilket motsvarar över 200 föremål för varje människa i världen. Det är dock svårt att avgöra antalet med någon exakthet – det kan ligga på allt från 1,1 tusen miljarder till 3,6 tusen miljarder föremål. I genomsnitt har sopön tiodubblats i storlek för varje årtionde sedan mitten av 1940-talet.
Den ideella organisationen The Ocean Cleanup ägnar sig sedan 2018 åt att försöka städa området på skräp. I september 2024 uppgav organisationen att de sedan starten rensat området på 16,8 miljoner kilo skräp.

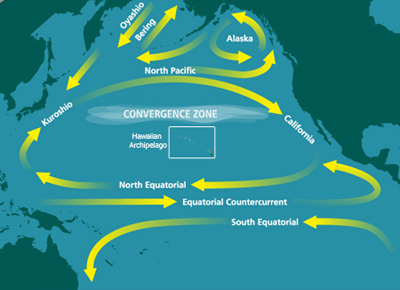
Havsströmmar som bildar norra Stilla havets havsströmsvirvelområde